# This Blue Is Mine
This Blue Is Mine — будущий американский эротический научно-фантастический фильм режиссёра Юли Гербас. Главные роли в фильме исполнят Зази Битц и Элизабет Дебики.

## Сюжет
Действие фильма разворачивается во время семейного отдыха на тропическом курорте, куда Артур привозит свою новую девушку Айви (Дебики). Появление Айви и ее странное поведение выводит из равновесия и без того хрупкую динамику в отношениях Артура и его дочерей. Конни (Битц) всё еще восстанавливается после недавнего выкидыша, её старшая сводная сестра Лора пытается поддержать её. Однажды вечером, после того как Конни сильно напилась, Айви рассказывает ей, что на самом деле она инопланетянка, прилетевшая на Землю. В то время как Лора быстро списывает Айви со счетов, странности Айви заставляют Конни, а вместе с ней и зрителей, усомниться в том, что она действительно может быть инопланетянкой. Конни не успевает опомниться, как Айви соблазняет её и приглашает последовать за ней на свою планету, и это приглашение звучит все более соблазнительно по мере того, как обостряется семейная драма. Но действительно ли Айви — инопланетянка? Или у Конни психическое расстройство? Возможно, Конни придется совершить прыжок веры.

## В ролях
- Зази Битц — Конни
- Элизабет Дебики — Айви[2]

## Производство
В мае 2024 года стало известно, что в разработке находится эротический научно-фантастический фильм, режиссёром которого станет Юлий Гербас, а главные роли исполнят Зази Битц и Элизабет Дебики.
Начало основных съёмок запланировано на август 2024 года в Колумбии.